# Cercyroidea
Super-famille
Les Cercyroidea sont une super-famille de vers plats marins de l'ordre des Tricladida (infra-ordre des Maricola).

## Systématique
Le nom valide complet (avec auteur) de ce taxon est Cercyroidea Böhmig (d), 1906.

### Liste des familles
Selon la base de données World Register of Marine Species (3 février 2024), la super-famille des Cercyroidea regroupe les familles suivantes :
- la famille des Centrovarioplanidae Westblad, 1952 ;
- la famille des Cercyridae Bohmig, 1906 ;
- la famille des Meixnerididae Westblad, 1952.